# Западнофламандские диалекты
Западнофламандские диалекты — группа диалектов нидерландского языка, распространённая в Западной Фландрии, Французской Фландрии и Зеландской Фландрии. Существует несколько западнофламандских диалектов (побережный диалект, брюггский диалект, диалект Французской Фландрии и т. д), но разница между ними относительно невелика, и она не препятствует взаимопониманию носителей. Наиболее близки зеландскому диалекту. Иногда западнофламандский рассматривается как самостоятельный язык (см. Проблема «язык или диалект»). Имеет свой код ISO 639, трёхбуквенный идентификатор — vls. Западнофламандский диалект (язык) не имеет официального статуса. Стандартизированная норма отсутствует.

## Википедия на западнофламандских диалектах
Существует раздел Википедии на западнофламандских диалектах («Википедия на западнофламандских диалектах»), первая правка в нём была сделана в 2006 году. По состоянию на 10:35 (UTC) 16 июля 2025 года раздел содержит 8133 статьи (общее число страниц — 22 240); в нём зарегистрировано 29 150 участников, 4 из них имеют статус администратора; 23 участника совершили какие-либо действия за последние 30 дней; общее число правок за время существования раздела составляет 321 734.
Общее число носителей — около 1,06 миллиона человек, из них большинство живёт в Бельгии (прежде всего провинция Западная Фландрия и некоторые западные районы Восточной Фландрии, более миллиона носителей), Франции (Французская Фландрия, около 20 тысяч носителей) и Нидерландах (Зеландская Фландрия, около 90 тысяч носителей).